# جون بنسون بروكس
جون بنسون بروكس (بالإنجليزية: John Benson Brooks)‏ هو ملحن وعازف بيانو أمريكي، ولد في 23 فبراير 1917 في بلدية هلتون في الولايات المتحدة، وتوفي في 13 نوفمبر 1999 في نيويورك في الولايات المتحدة.

## وصلات خارجية
- جون بنسون بروكس على موقع IMDb (الإنجليزية)
- جون بنسون بروكس على موقع ميوزك برينز (الإنجليزية)
- جون بنسون بروكس على موقع أول ميوزيك (الإنجليزية)
- جون بنسون بروكس على موقع ديسكوغز (الإنجليزية)